# هاوناني كاي تراسك
هاوناني كاي تراسك (3 أكتوبر 1949 - 3 يوليو 2021)، هي زعيمة لحركة سيادة هاواي، مؤلفة وشاعرة وأستاذة فخرية في جامعة هاواي في مانوا. وكانت أحد مؤسسي مركز كاماكاكووكالاني للدراسات هاواي في جامعة هاواي ʻ في مانوا، وشغلت منصب مديرها لمدة عشر سنوات تقريبا.

## من مؤلفاتها
- إيروس والقوة: وعد النظرية النسوية (1986)
- من ابنة الأم: الاستعمار والسيادة في هاواي ʻ (1993)
- قانون الحرب: الإطاحة بأمة هاواي (فيلم وثائقي ، 1993)
- Haunani-Kay Trask: نحن لسنا مواطنين سعداء (قرص مضغوط تعليمي ، 2002)

### شعر
- ضوء في شق لم يسبق له مثيل (1994)
- الليل هو طبل سمك القرش (2002)